# Amber Midthunder
Amber Midthunder (26 d'abril de 1997) és una actriu estatunidenca i membre de la Reserva índia de Fort Peck. És coneguda pels seus papers habituals a la sèrie FX Legion i la sèrie de The CW Roswell, New Mexico, així com a Longmire i Banshee. Midthunder és protagonista a la pel·lícula Prey, la cinquena entrega de la franquícia Predator.

## Primers anys
La seva mare, Angelique, que és originària de Tailàndia i d'ascendència tailandesa-xinesa, és directora de càsting i acròbata, i el seu pare David és un actor d'origen Hunkpapa Lakota, Sisseton Dakota i Sahiyaiyeskabi Assiniboine; Angelique i David es van conèixer mentre treballaven a la pel·lícula japonesa de 1995 East Meets West.
Midthunder és ciutadana de la tribu de Fort Peck Assiniboine i Sioux. Va néixer a la Nació Navajo a Shiprock, Nou Mèxic, i finalment hi va tornar després de passar gran part de la seva infància a Santa Fe, on va assistir a l'Acadèmia de Tecnologia i Clàssics i on la seva mare va treballar en una empresa de càsting.

## Carrera
Midthunder va desenvolupar un interés per l'actuació de petita, memoritzava i recitava línies dels seus programes preferits, però no li va agradar la seva primera experiència en el treball, la qual cosa la va portar a prendre's un temps abans d'una altra actuació, va considerar una carrera en maquillatge, on va treballar com a becària, o arts marcials mixtes, va entrenar i ensenyar jiu-jitsu brasiler.
El seu primer crèdit com a actriu va ser un petit paper a Sunshine Cleaning de 2008. Va començar a treballar en diverses produccions rodades a Nou Mèxic, abans de traslladar-se a Los Angeles als 17 anys per buscar més oportunitats d'actuació. Va interpretar a Naru a Prey, la cinquena entrega de la franquícia Predator. Va ser àmpliament elogiada per la seva actuació.